# Beccarianthus pulcher
Beccarianthus pulcher är en tvåhjärtbladig växtart som beskrevs av Célestin Alfred Cogniaux. Beccarianthus pulcher ingår i släktet Beccarianthus och familjen Melastomataceae. Inga underarter finns listade i Catalogue of Life.